# Peter Müller (Jazzmusiker)
Peter Müller (* 1947 in Berlin; † 18. April 2007 ebenda) war ein deutscher Musiker (Klarinette, Saxophon, Piano) des Hot Jazz. Er leitete die White Eagle Jazz Band.
Müller spielte als Jugendlicher in New Orleans mit George Lewis und Captain John Handy. 1968 gründete er in Berlin die White Eagle New Orleans Band, mit der er 1974 in New Orleans auf dem Jazz & Heritage Festival auftrat. Im folgenden Jahrzehnt begleitete die Formation unter dem Namen White Eagle Jazz Band Musiker wie Alton Purnell, Louis Nelson, Freddie Kohlman, Barry Martyn oder Kid Sheik Cola auf Tourneen in Europa. Später war er mit der Band von Woody Allen und Shows wie A Night in New Orleans und dem Hot Jazz Festival on Sea unterwegs. Er trat auch als Ragtimepianist auf. In seinen letzten Jahren spielte er mit Roger Radatz und mit dem Harlem Swing Trio. Neben Schallplatten mit der White Eagle Jazz Band nahm er auch mit Ken Colyer, Sammy Lee und Freddie Kohlman auf.

## Lexikalische Einträge
- Jürgen Wölfer: Jazz in Deutschland. Das Lexikon. Alle Musiker und Plattenfirmen von 1920 bis heute. Hannibal, Höfen 2008, ISBN 978-3-85445-274-4.